# 中国古车博物馆
中国古车博物馆位于中国山东省淄博市临淄区齐陵镇后李官庄后李文化遗址上。该馆于1991年筹建，1994年落成，占地13000平方米，建筑面积3600平方米，投资990万元。部分展厅位于地下，地上便是青银高速公路，地上的现代交通工具和地下的古代交通工具相映成趣，别有一番象征意义。
该馆包括春秋车马展厅和中国古车陈列馆两部分。馆舍建筑系采用中国传统木结构覆斗造型，集中国古车研究成果之大成，荟华夏历代车乘珍品之精萃。该馆充分展示了中国车乘的悠久历史和造车技术在世界车辆发展史上的领先地位，是当代中国首家最系统、最完善、集车马遗址与文物陈列于一体的古车博物馆。

## 古车陈列馆
古车陈列馆分三个展厅，以时代先后为序，通过大量的文物实物、模型、古车复原、照片、图片和文字，展示了车、轿、辇的产生、发展、技术改进的历程及车马在战争、交通、运输、生产、生活中所发挥的作用。陈列的主体是不同时代、不同性能的古车复原19辆，模型近百件。还有各种车马饰件、出土文物、壁画等均为国家珍藏文物。
- 第一展厅时间跨度为：中國傳說時代~春秋时期。
- 第二展厅时间跨度为：战国~汉。
- 第三展厅时间跨度为：魏晋南北朝~清。

## 春秋车马展厅
管内的春秋殉车马展厅是在“后李春秋殉车马”遗址基础上修建起来的。后李春秋殉车马是1990年中国十大考古发现之一，是在修建青银高速公路时，发掘后李文化遗址时发现的。政府决定就地保护，文化部门和交通部门共同协商、研究、采取了保护措施，将车马展厅建在了青银高速公路淄河大桥东端引桥之下，展厅跨度15米。车马坑南北并列两排， 1号坑全长30米，宽5米，殉车10辆，马32匹，其中6辆车每辆车4匹马驾驭，4辆车每车2匹马驾驭。原车木已腐朽，只在黄土中留下了车的痕迹，车马上的铜饰还在原来的位置保存完好。后李春秋殉车马，规模之大、配套之齐全、马饰之精美，实为罕见。